# Haus der Berliner Festspiele

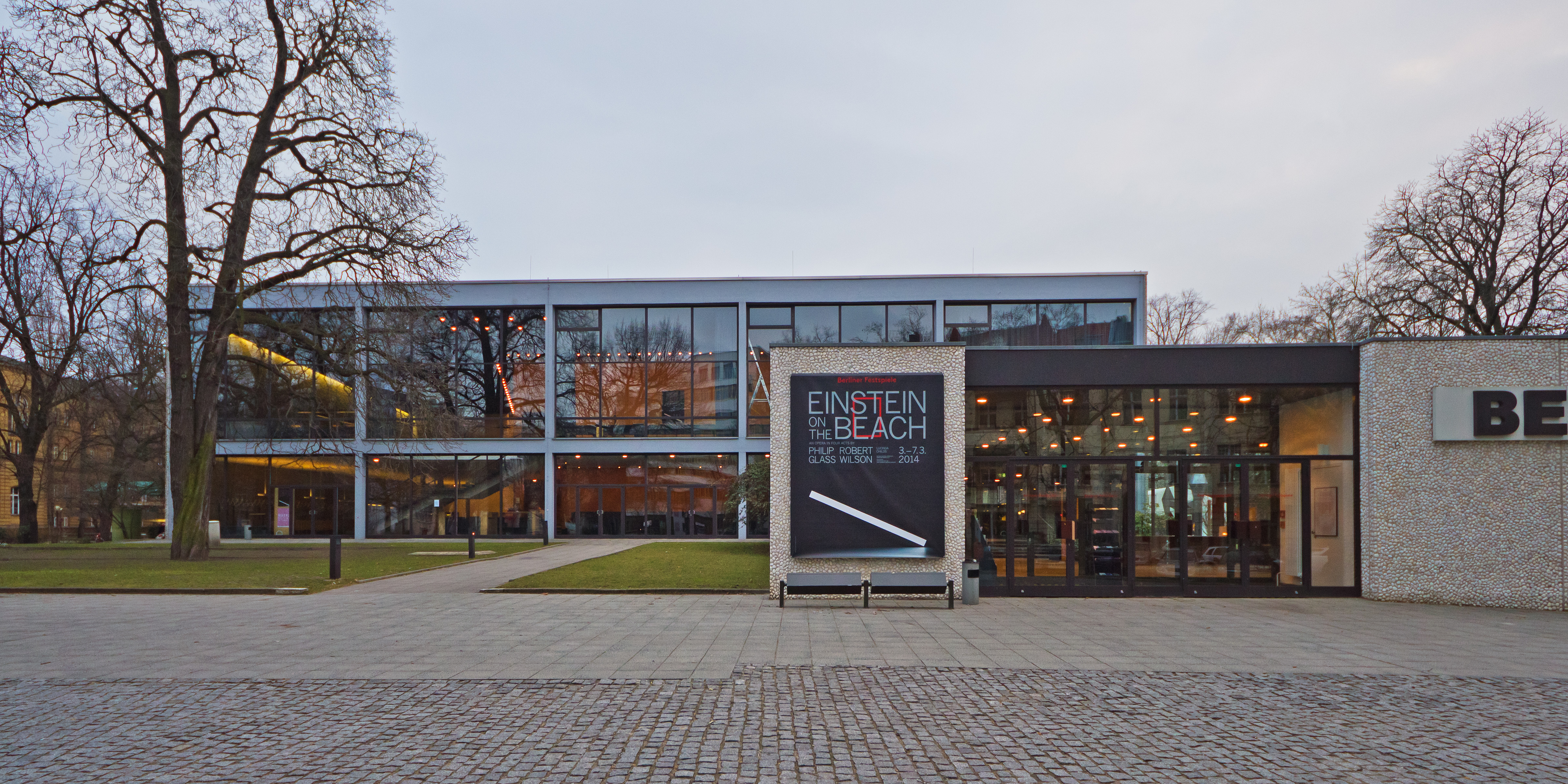
Haus der Berliner Festspiele 2014

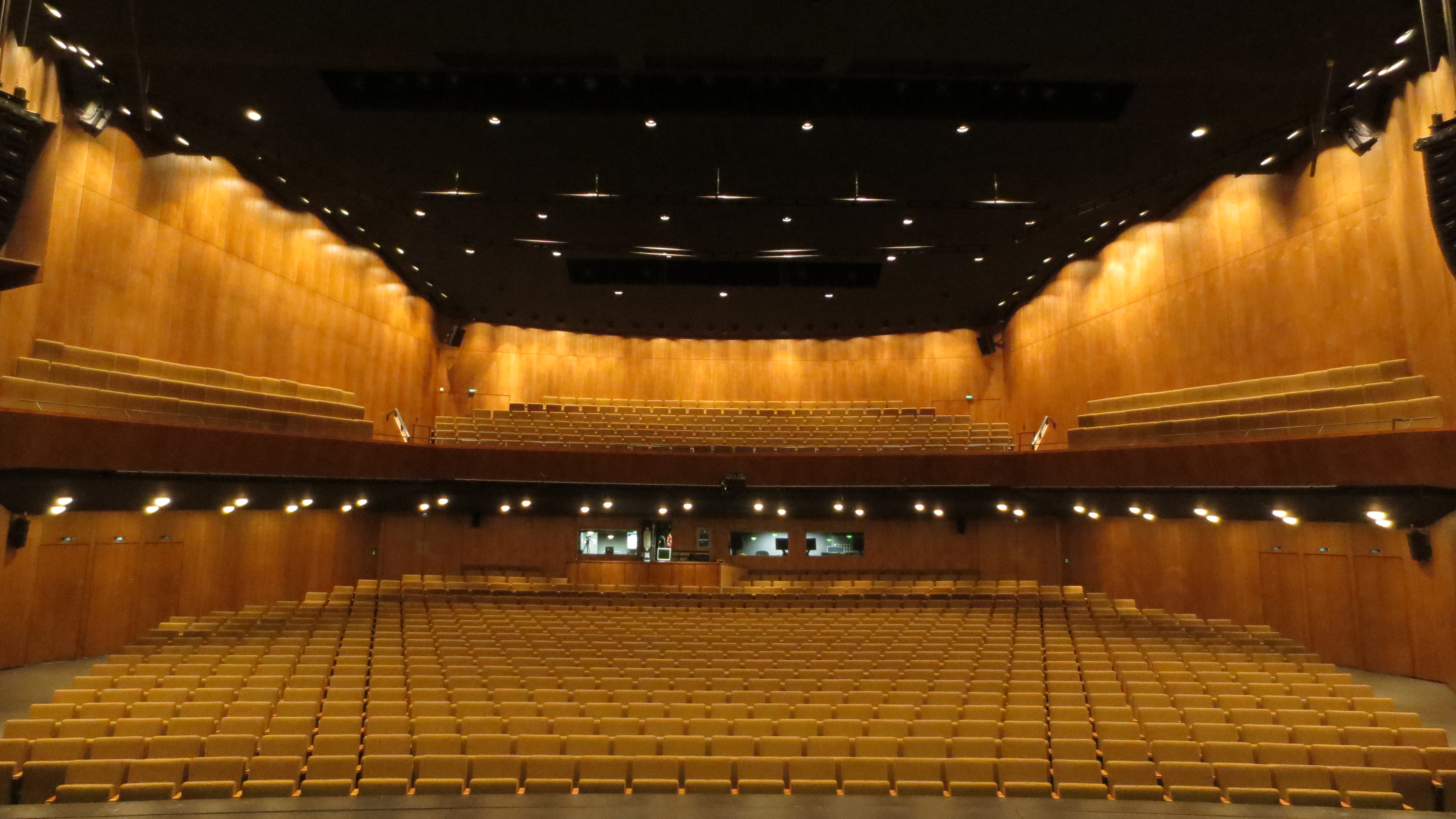
Große Bühne im Haus der Berliner Festspiele im September 2013

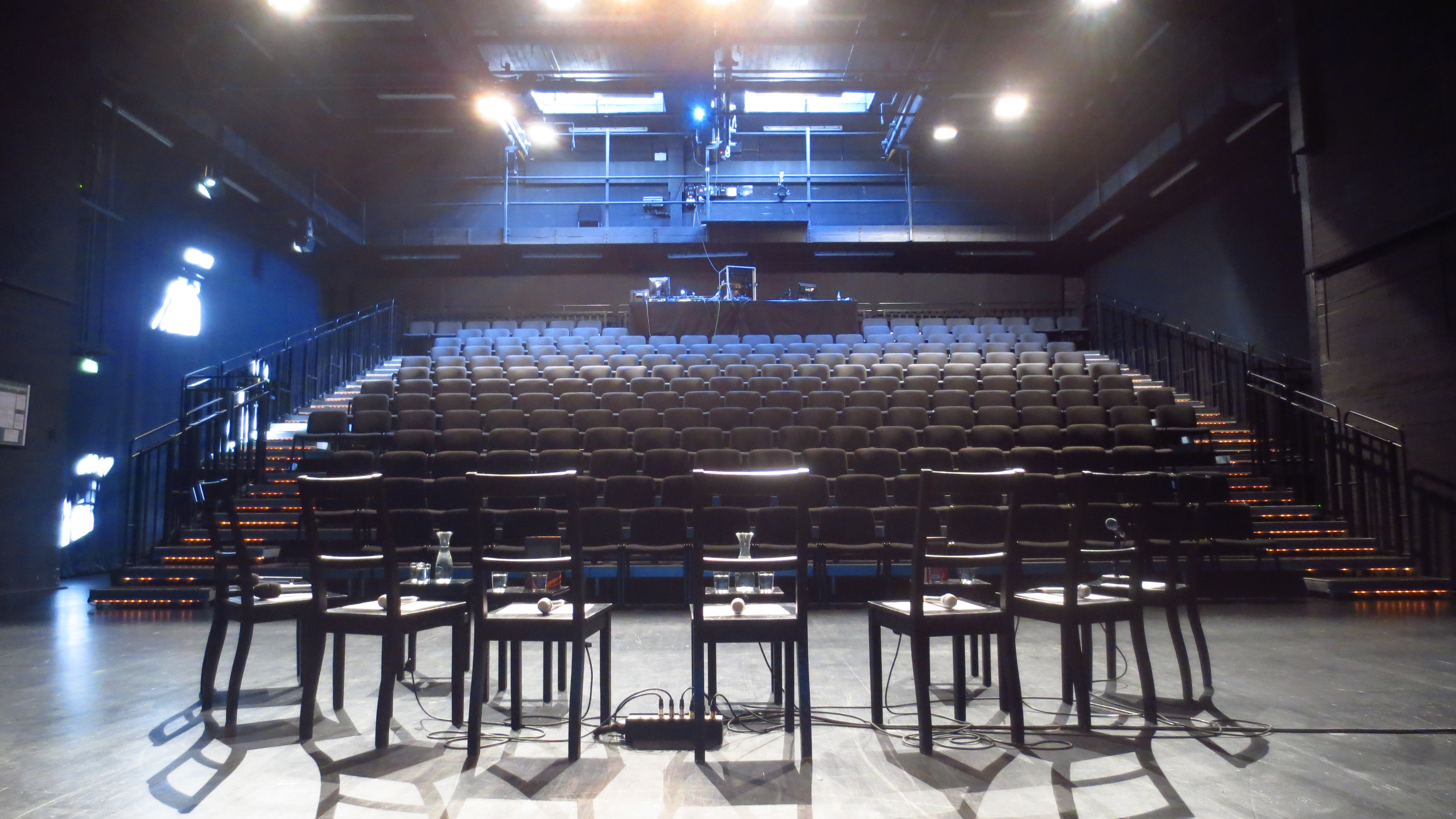
Seitenbühne im Haus der Berliner Festspiele im September 2014

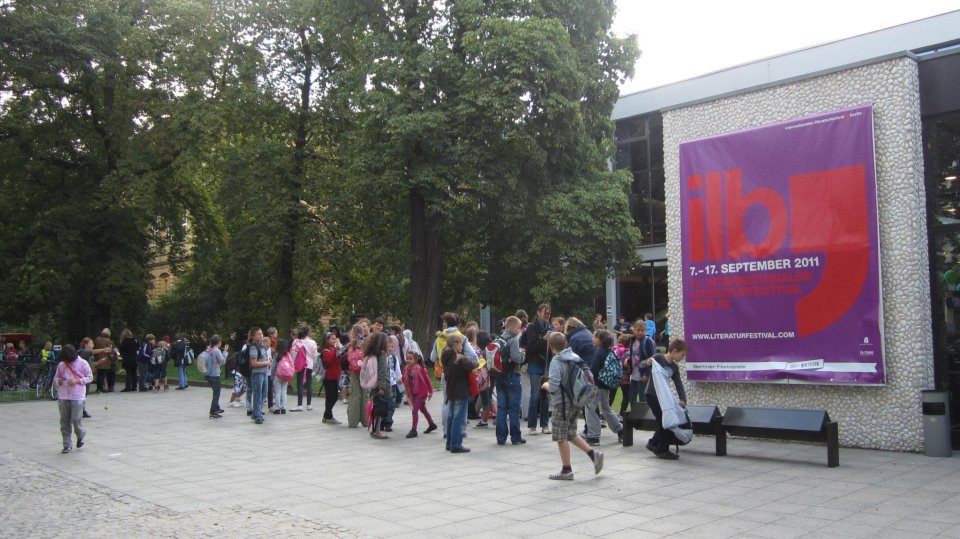
Vorplatz des Hauses der Berliner Festspiele im September 2011 während des Internationalen Literaturfestivals Berlin

Das Haus der Berliner Festspiele ist ein Theater in Berlin (Schaperstraße 24, 10719 Berlin).
Es wurde am 1. Mai 1963 als „Theater der Freien Volksbühne“ eröffnet. Zuvor hatte der 1948 entstandene West-Berliner Teil der ehemaligen Volksbühne Berlin, die Freie Volksbühne, von 1949 bis 1963 das Theater am Kurfürstendamm als Spielstätte genutzt.
Unter der Leitung von Erwin Piscator konnte 1963 der Neubau des eigenen Theatergebäudes bezogen werden. Architekt war Fritz Bornemann, der in Berlin unter anderem auch die Deutsche Oper und die Amerika-Gedenkbibliothek entwarf. Rolf Hochhuths Trauerspiel Der Stellvertreter, das Intendant Piscator im Februar 1963 noch im Theater am Kurfürstendamm uraufgeführt hatte, wurde hier am 1. Juli 1963 wieder aufgenommen. Unter Intendant Kurt Hübner (1973–1986) boten hier Regisseure wie Peter Zadek, Klaus Michael Grüber und Hans Neuenfels avantgardistische und risikofreudige Inszenierungen ohne ständiges Ensemble. Von 1986 bis 1990 war Hans Neuenfels Intendant, von 1990 bis 1992 Hermann Treusch.
1992 entzog der Senat von Berlin dem Theater der Freien Volksbühne die Förderung, 1999 wurde es an einen Investor verkauft. Im Jahr 2000 wurde das Theater vom Bund angemietet und den Berliner Festspielen zur Verfügung gestellt. Im April 2001 wurde es als „Haus der Berliner Festspiele“ wieder eröffnet und mit Veranstaltungen verschiedener Festivals ganzjährig bespielt.
Das Haus mit einer Kapazität von weit über 1.000 Plätzen (Große Bühne: 999, Seitenbühne: 280, Oberes Foyer: 200, Probebühne: 100, Kassenhalle: 200) ist bis heute fast unverändert geblieben und steht unter Denkmalschutz. Die Berliner Festspiele nutzten es seit seiner Errichtung regelmäßig für das Theatertreffen und internationale Gastspiele. Als Festival- und Veranstaltungsort präsentiert es im ganzen Jahr internationale Künstler aller Bereiche, etwa alljährlich im September internationale Autoren im Rahmen des internationalen literaturfestivals berlin.